# Graščina
Graščina je zgradba, ki je bila zgrajena po ukazu vladarja ali drugih članov plemstva; velja, da je poimenovanje tako ne glede na velikost ali umetniško oblikovanje fasade. Državne graščine so pogosto nastale iz srednjeveških gradov, nekatere so temeljile tudi na starejših samostanih. Od poznega srednjega veka do začetka 20. stoletja so postale graščine v mnogih delih Evrope kulturni spomeniki in politični centri.
V slovenščini (tudi nemščini) grad, graščina, palača niso vedno enopomensko določljivi. Grad je vedno utrjeno bivališče, graščina pa tudi 'odprta'. Pojma graščina in palača sta pogosto uporabljena v istem pomenu. Oznake kot so maison, manoir (Francija) ali manor house, place, house, hall in palace (Anglija) ter schloss (Nemčija) nikakor ne označujejo resničnih vsebinskih značilnosti stavb kot so grad, graščina.
Ta članek obravnava z vidika umetnostne zgodovine tudi graščine znane v Evropi kot stanovanjske stavbe.

## Splošno

### Graščina in grad
Izraza graščina in grad sta imela prvotno imela podoben pomen. Z izrazom grad so v srednjem veku označevali predvsem vhodno poslopje v prenesenem pomenu, pa tudi stavbo, ki je bila vključena v obrambo, medtem ko je bil grad lahko skrit. Danes se izraz gradu običajno uporablja za srednjeveške utrdbe, medtem ko se graščina običajno opisuje kot neutrjen stanovanjski objekt v plemiški posesti. Pogosto pa ne obstaja jasna razmejitev graščine in gradu, enako kot razmejitev med dvorcem ali v južno nemškem prostoru tudi lovski dvorec. Od 15. in zlasti od 16. stoletja dalje so nastajale tudi bogate meščanske graščine in dvorci. Tak primer je danes znan kot vodni grad Klaffenbach na Saškem, poznan pod imeno grad Neukirchen.

### Graščina in dvorec
Dvorec in graščina se razlikujeta manj po prebivalcih, kot po njunih funkcijah. Dvorec je vedno v središču posestva, kot podeželski dvorec, vinogradniški dvorec ali je nastal iz zgodovinske podeželske kmetije, praviloma posestva. Posestnik (lahko iz plemstva, ni pa nujno) ni bil samo lastnik in delodajalec, ampak je na svojem posestvu izvajal tudi sodno oblast. Delavci so bili večinoma sužnji, ki so bili popolnoma podrejeni najemodajalcu. Razlika med dvorcem in graščino je torej v funkcionalnem območju. Majhno posestvo neplemenitega Gospoda ima samo dvorec, dvorec plemenitega posestnika pa je lahko tudi graščina. Plemiška graščina, ki ima le reprezentativni namen in nima kmetijskega posestva, nikoli ni dvorec. Če je dvorec neplemiča zelo velik in dobro umetniško zasnovan, ga običajno pogovorno imenujejo graščina.

### Oznake
Splošno sprejeta opredelitev različnih izrazov ne obstaja, zato v nemškem jeziku pogosto sobivajo in se uporabljajo odvisno od okoliščin. Razlikujejo se med pogoji, ki se nanašajo na (nekdanjo) funkcijo kot npr. rezidenca ali lovska koča in tiste, ki se nanašajo na formalne posebnosti npr. vodni grad (položaj), mestna palača (lokacija), baročni grad (slog) ali trdnjava (tip). V prvem primeru pogosto govorimo o gradbeni zvrsti, medtem ko je v drugem primeru v ospredju uradna tipologija. Različni pojmi v slovenščini so razloženi v knjigi Ivana Stoparja: Razvoj srednjeveške grajske arhitekture na slovenskem štajerskem, Kastelološki besednjak - str. 175-189, Slovenska matica Ljubljana, 1977.
Vrste graščin:
- Rezidenca ali kraljeva graščina je palača vladarja, ki je bila tudi njegovo stalno bivališče in dom njegovih družinskih članov, kot tudi sedež deželnih organov.
- Lovski dvorec je ime za domovanje družbe med lovom, ki je bil pogosto privilegij plemstva.
- Letni dvorec je stavba skromnejša v arhitekturi, a pogosto igriva v svojih dimenzijah glede na stalno prebivališče in je služila predvsem za zabavo in užitek in umik od uradnih obveznosti. Običajno so imeli vrtove.

Glede na podnebje (poletje ali zima) ima vladar lahko tudi poletno rezidenco in zimsko rezidenco. S pogostimi spremembami graščin v teku časa, je bila povezana tudi sprememba funkcije.
Vrste graščin:
- Mestna palača je urbani, podeželska graščina pa podeželski sedež plemiča. Prvi je bil po navadi namenjen družabnemu življenju, slednji bolj upravljanju posestva in je bil običajno opremljen z obsežno gospodarsko infrastrukturo (kmetije, hlevi).
- Obdan z jarkom, reko ali stoji sredi jezera ali reke se navadno imenuje vodni grad.
- Kot palača se na splošno razume predvsem reprezentativno opremljen bivalni in upravni sedež v mestu. Ta koncept, ki se pogosto uporablja v povezavi s sedeži orientalskih ali starodavnih vladarjev, je izposojen od italijanske palazzo in je izpeljanka iz latinske besede palatium, naziv za prebivališče rimskih cesarjev na Palatinskem griču. Besedo palača je mogoče najti v različnih jezikih: v angleščini se imenujejo palace, v francoščini palais in predstavlja mesto palačo (v nasprotju s château, graščina na podeželju.

## Razvoj grajske stavbe v Evropi
Zgodovina gradnje graščin se je v Evropi razvijala od konca srednjega veka do začetka moderne dobe. Z izumom strelnega orožja je stara poenotena obrambno-stanovanjska funkcija gradov vedno bolj izgubljala svojo zaščitno funkcijo. Podobno kot pri razvoju orožja se je spremenila tudi umetnost vojskovanja in iz številnih mejnih in dednih sporov ter osvajalskih vojn (pa tudi političnih porok) so počasi iz majhnih kraljestev, kneževin in vojvodin zrasle večje države. Lokalni konflikti so se s tem zmanjšali. Zlasti manjši gradovi, zaradi svoje ranljivosti na bolj učinkovitega orožja, niso nudili skoraj nobene zaščite in so se spremenile v reprezentančna bivališča. Zaradi razvoja aristokratskega blišča so se v mnogih krajih pojavile tudi nove graščine, katerih umetnostno zgodovinski razvoj lahko povzamemo v nekaj večjih obdobjih:

### Srednji vek
V srednjem veku so bile graščine, v smislu neutrjenih plemiških domov, redke. Glavna pozornost je bila namenjena varnosti in plemstvo je raje gradilo gradove kot domove. Ti so jih zaščitili pred sovražnimi sosedi in bili oblikovani v mnogih krajih kot centri prihodnjih gradov in mest.
Bogati grajski gospodje so se  za svoje utrdbe zgledovali po cerkvenem romanskem slogu in poznejši gotiki. Impresivni dokazi o teh grajskih palačah izvirajo iz Francije, na primer zgodnji gradovi v dolini Loare, čeprav so bili skozi stoletja spremenjeni po videzu, je prvotna oblika iz srede 15. stoletja vidna v Sijajnem horariju vojvode Berrijskega  (Très Riches Heures du Duc de Berry). Na območju Svetega rimskega cesarstva se je pojavila posebna oblika gradu kraljeva pfalca, več gradov, ki so služili kralju ali cesarju kot začasno bivališče. V Italiji, še posebej v Benetkah in Firencah se je razvila prva mestna palača, kot je Ca’ d’Oro. Čeprav to niso bile graščine v ožjem pomenu besede in so jih gradili bogati trgovci, se je tu razvila umetnost in kombinacija udobja in reprezentance ter so v naslednjih obdobjih služile kot model za profano arhitekturo

### Renesansa
V Italiji se je renesansa pojavila v 15. stoletju z mestno palačo, prvo prostostoječo vilo iz antičnih časov, na primer, La Rotonda v Vicenzi. Zgrajena za bogato mestno plemiško rodbino je prva stavba v sodobni Evropi, kjer je bila želja za udobjem in / ali reprezentativnostjo v ospredju in je načrt vključeval neposredno okolico, naravo ali mesto. Drugod po Evropi je bilo več knežjih rezidenc obnovljenih od sredine 15. stoletja dalje in jih štejejo med graščine. Sprva so kazale več značilnosti gotske arhitekture, medtem ko so njihove prostorske strukture in dimenzij že izpolnjevale zahteve iz obdobja renesanse. Tak primer je bila zdaj uničena palača Coudenberg v Bruslju ali Albrechtsburg v Meissenu.
Arhitekturni slog renesanse je temeljil na arhitekturi antične Grčije in Rimskega cesarstva in se je kmalu razširil in kopiral po vsej Evropi. Poleg tega so bili sprejeti tudi gradbeni koncepti iz antike, kot so tipi sob ali postavitev razgleda v okolje. Človek je posnemal na osnovi izkopavanj rimske vile (kot Hadrijanova vila) ali razmerje in arhitekturne detajle antičnih templjev in Koloseja in krasil nove stavbe s klasičnimi slogi stebrov in mogočnimi zatrepi. Mestne palače so imele dobro razmerje fasade s širokimi vrstami oken in okrašenimi vhodi s portali. Veliko obstoječih plemenitaških hiš so obnovili z uporabo novega sloga (ki so si ga pogosto razlagali zelo prosto, saj mojstri niso imeli predlog); kot je nemški grad Heidelberg ali francoski grad Amboise. Graščine so bile v tem obdobju sprva še vedno zelo neredno razporejene in so redko sledile enemu samemu načrtu, postopoma so gradili posamezne dele, jih obnovili ali na novo zgradili. V nekaterih mestih pa so se sprostile vojaške fortifikacije in zgradile samostojne, nove palačne stavbe, kot je Château de Chambord v Franciji ali El Escorial v Španiji (ki je hkrati tudi samostan).

### Barok
Doba baroka se je začela v 17. stoletju in je bilo obdobje vladavine absolutizma. Vladar je imel več in več moči v svojih rokah in je želel to izraziti tudi z reprezentančnimi stavbami. Simetrija je bil kânon in zmernost graščin v renesansi se je iztekala. Cela mesta so se usmerila v baročne palače, ki so bile ne le središče posameznega področja, temveč tudi kulture, politike in družbe. Najbolj znan primer je Versajska palača, po kateri so se zgledovali po vsej Evropi in je podobne modele lahko najti v italijanskem dvorcu Caserta, v nemški graščini Rastatt ali v ruskem Petergofu
Stavbe so bile okrašene s stebri, pilastri in kipi. V času baroka so v Angliji in Franciji, kot tudi v severni Nemčiji in Skandinaviji precej dosledno izvajali in razvijali klasicistično baročno dinamičnost, tako da je bila grajska arhitektura zlasti močno katoliške Evrope zelo razburkana, fasade pa pogosto nasičene z idejami in detajli. V notranjosti stavb so si sledile velike dvorane (saloni) in banketne dvorane, ritmično stopnjevane s prizidki in stranskimi krili, z velikim Corps de Logis v centru, z velikim dvoriščem pred njim. Tloris sam je postal ornament in velikanski vrtovi so razširili arhitekturo navzven v naravo. Obdobje se je končalo z rokokojem, v katerem je umetnost baroka igrivo zadnjič zacvetela.

### Klasicizem
V času razsvetljenstva se je občutek umetnosti iz druge polovice 18. stoletja in živahno animiranega baroka spremenil in bil sedaj razumljen kot ohol in pretiran. Podobno kot že dve stoletji prej  so se arhitekti usmerili nazaj v antične čase, se je odkritje Pompejev znašlo vsepovsod v umetnosti.
Klasicizem je ustvaril nove stavbe, ki so bile mirnih in čistejših linij, kot sta grad Neuhardenberg ali palača volilnega kneza, Koblenz. Stare baročne palače so preurejali, rokokojska notranja oprema je veljala za staromodno in zastarelo ter razkošen nakit kričeč. Primere lahko najdemo v glavni stavbi graščin  Ludwigsburg ali Sondershausen. Fasade palač so bile okrašene z močnimi tempeljskimi zatrepi, sistem zamaknjenih stavb in paviljonov je bil pogosto izklopljen. Z bujnostjo baroka in rokokoja je izginila tudi simetrija, ki so jo predvidevali vrtovi, čedalje bolj so se pojavljali naravni krajinski parki po angleškem vzoru, tak primer je palača Wilhelmshöhe v Kasslu. V mnogih primerih pa so bili vrtnarski slogi pomešani, kot npr. v gradu Schwetzingen.

### Historicizem
Od 19. stoletja dalje je historicizem postal standard v vseh svojih pojavnih oblikah neoromanike, neogotike in neorenesanse do neobaroka. Prejšnji lokalni slogi so še vedno zelo vplivali, tako da se je sedaj razvilo vseevropsko razumevanje umetnosti, ki je delovalo brez zgleda v drugih državah ali prejšnjih obdobjih. Včasih so bili izbrani celo eksotični modeli kot je Kraljevi paviljon v Brightonu ali palača Pena v Sintri na Portugalskem.
Stari evropski arhitekturni slogi so se preoblikovali in posnemali, pogosto celo združili. V mnogih krajih, kjer so bile zgrajene, so v času romantike starodavne ruševine oblikovali v to, kar je graščina Stolzenfels, pa tudi vrnili v oblike baroka in renesanse (graščina Schweriner) ter zgradili zgodovinske nove stavbe. Znane stavbe iz tega obdobja je ustvaril kralj Ludvik II. Bavarski z viteškim gradom Neuschwanstein, absolutistično palačo Herrenchiemsee in Dvorec Linderhof kot francosko poletno rezidenco. Vendar se je čas velikih graščin v večini držav, zaradi močnejšega srednjega razreda, počasi iztekal.
S krepitvijo bogatega srednjega razreda meščanstva so nastajale velike historicistične reprezentativne stabe, popularno imenovane grad, kot je npr. vila industrialca graščina Eckberg.

### Veličastne stavbe 20. stoletja
S prvo svetovno vojno in odpovedovanjem večine evropskih monarhij, je bil čas gradnje gradov dokončno zaključen. Nekaj graščin imajo še danes prvotni lastniki in so naseljene. Velik del objektov, kot je grad v Münstru ali Leineschloss v Hannovru, ima nove vsebine. Če so preživeli revolucije, požare ali drugo svetovno vojno, so graščine zdaj večinoma muzeji, pogosto centri kulture ali izziv za spomeniško varstvo ter dragi za vzdrževanje. Hkrati pa so tudi dragocene priče minulih obdobij, atrakcija za številne obiskovalce in tako včasih tudi pomemben gospodarski dejavnik.

## Primeri različnih obdobij
Ta seznam predstavlja samo izbor graščin iz različnih obdobij. Ni izčrpen, ampak glede na  umetnostno zgodovinsko gradnjo je opis vzorec v različnih regijah.

### Nemčija
Graščine romanike in gotike
- ruševine graščine Osterlant, pri Oschatzu, Saška

Poznogotske graščine
- Graščina Sachsenburg, pri Frankenberg/Sa. na Saškem
- Graščina Rochsburg, bei Lunzenau, Saška

Renesančne graščine
- Graščina Johannisburg v Aschaffenburgu
- Knežja rezidenca Detmold v Detmoldu
- Graščina Glücksburg v Glücksburgu (Ostsee)
- Graščina Güstrow v Güstrow
- Knežji dvorec Wismar v Wismarju

Graščine manierizma
- Gorski in letni dvorec Hoflößnitz v Radebeulu

Baročne graščine
- Zwinger (Dresden) v Dresdenu
- Graščina Moritzburg (Saška) blizu Dresdna
- Graščina Börln blizu Leipziga
- Nova palača v Potsdamu
- Sanssouci, Potsdam
- Palača volilnega kneza v Trierju v Trierju

Klasicistične graščine
- Graščina Bellevue v Berlinu
- Graščina Wilhelmshöhe v Kasslu
- Graščina Paretz v Ketzinu
- Marmorna palača, Potsdam
- Graščina Rosenstein v Stuttgartu
- Weimarska palača v Weimarju

Historistične graščine
- Graščina Callenberg v Coburgu
- Dvorec Linderhof v Ettalu (Bavarska)
- Grad Neuschwanstein pri Füssenu (Bavarska)
- Graščina Hohenschwangau pri Füssenu
- Graščina Babelsberg v Potsdamu
- Graščina Schweriner

Velike rezidenčne palače, uporabljane v različnih obdobjih
- Palača Residenz, München, Altstadt München

### Avstrija
Renesančne graščine
- Graščina Neuhaus na Avstrijskem Koroškem
- Graščina Greinburg v Grein an der Donau
- Graščina Aistersheim v Aistersheimu
- Graščina Kobersdorf
- Graščina Würting v Offenhausenu

Graščine manierizma
- Graščina Hellbrunn v Salzburgu
- Graščina Neugebäude na Dunaju

Baročne palače
- Palača Schönbrunn na Dunaju
- Dvorec Esterházy v Železnem
- Dvorec Mirabell v Salzburgu
- Palača Belvedere na Dunaju
- Dvorec Eggenberg v Gradcu

Klasicistične graščine
- Graščina Liechtenstein v Maria Enzersdorfu

Historicistične graščine
- Grad Liechtenstein v Maria Enzersdorfu
- Grad Kreuzenstein v Leobendorfu

### Francija
Renesančne graščine
- Graščina Azay-le-Rideau v Azay-le-Rideau
- Château de Chambord pri Bloisu
- Palača Fontainebleau v Fontainebleau
- Grad Montsoreau v Montsoreau

Baročne graščine
- Graščina Vaux-le-Vicomte pri Melunu
- Versajska palača v Versaillesu
- Graščina Cheverny pri Chevernyju
- Luksemburška palača v Parizu

Klasicistične graščine
- Graščina Compiègne v Compiègneju
- Mali Trianon v Versaillesu

Historicistične graščine
- Graščina Chantilly pri Chantillyju
- Renska palača v Strasbourgu

### Združeno kraljestvo
Renesančne graščine
- Palača St. James v Londonu
- Palača Hampton Court v Londonu
- Palača Holyroodhouse v Edinburgu

Baročne graščine
- Palača Blenheim pri Oxfordu
- Grad Howard, grofija York
- Kensingtonska palača v Londonu

### Rusija
Renesančne graščine
- Fasetna palača v Moskovskem kremlju

Baročne graščine
- Katarinin dvorec
- Palača Petergof
- Eremitaž

Klasicistične graščine
- Pavlovsk
- Tavričeski dvorec
- Dvorec Mihajlovski

Historicistične palače
- Vladimirov dvorec
- Velika Kremeljska palača

## Posebne graščine
- Lovski grad
- Letni dvorec
- Poletna rezidenca
- Alcazar – oznaka za različne španske gradove